# William McArthur
William Surles McArthur (Laurinburg, 26 juli 1951) is een voormalig Amerikaans ruimtevaarder. McArthur zijn eerste ruimtevlucht was STS-58 met de spaceshuttle Columbia en vond plaats op 18 oktober 1993. Tijdens de missie werden er verschillende experimenten gedaan in de Spacelab module.
McArthur maakte deel uit van NASA Astronaut Group 13. Deze groep van 23 astronauten begon hun training in januari 1990 en werden in juli 1991 astronaut. In totaal heeft McArthur vier ruimtevluchten op zijn naam staan, waaronder een missie naar het Internationaal ruimtestation ISS. Tijdens zijn missies maakte hij vier ruimtewandelingen. In 2012 verliet hij NASA en ging hij als astronaut met pensioen. 